# Bruce Beresford
 Bruce Beresford  (16 d'agost de 1940, Sydney, Austràlia) és un director de cinema australià.

## Biografia
Traslladat a viure a Londres el 1963, es va llicenciar en filosofia i 1964 va començar a ensenyar en una universitat de dones, el 1966 comença a fer d'escriptor i el 1972 realitza el seu primer curt Les aventures de Barry MacKenzie, però no aconsegueix l'èxit i continua ensenyant.
Arran d'una aposta, realitza el film The getting of wisdom (1977), que el va consagrar amb 36 anys. Deixa Anglaterra per Hollywood, i el 1980 roda Breaker Morant i el 1982 Tender Mercies.
Els anys 1980 obté el seu meu gran èxit: King David (1985), Crimes of the Heart (1986) amb Jessica Lange i Diane Keaton.
Obté l'Oscar a la millor pel·lícula amb  Tot passejant Miss Daisy (1989), que és la seva pel·lícula més coneguda. Aquest mateix any també dirigeix la pel·lícula Her Alibi.
Un altre èxit va ser Doble risc (1999). Peace, Love, & Misunderstanding (2011) és en preproducció.

## Filmografia
- The Adventures of Barry McKenzie (1972)
- Barry McKenzie Holds His Own (1974)
- Side by Side (1975)
- Don's Party (1976)
- The Getting of Wisdom (1978)
- Money Movers (1978)
- Breaker Morant (1980)
- The Club (1980)
- Puberty Blues (1981)
- Tender Mercies (1983)
- El rei David (King David) (1985)
- The Fringe Dwellers (1986)
- Crimes of the Heart (1986)
- Aria (1988)
- La seva coartada (Her Alibi) (1989)
- Tot passejant Miss Daisy (Driving Miss Daisy) (1989)
- Mister Johnson (1990)
- Black Robe (1991)
- Rich in Love (1993)
- Un bon home a l'Àfrica (A Good Man in Africa) (1994)
- Testimoni en silenci (Silent Fall) (1994)
- Last Dance (1996)
- Paradise Road (1997)
- Sydney: A Story of a City (1999)
- Doble risc (Double Jeopardy) (1999) (també coneguda com a Doppelmord and Double condemnation)
- Bride of the Wind (2001) (també coneguda com a Die Windsbraut)
- Evelyn (2002)
- And Starring Pancho Villa as Himself (2003) (TV)
- The Contract (2006)
- Mao's Last Dancer (2009)